# MCL M2.120
Die Reihe M2.120 waren schmalspurige Dieseltriebwagen der Ferrovie Calabro Lucane (FCL) in Süditalien, hergestellt von Breda für die Mediterranea-Calabro-Lucane (MCL).

## Geschichte
Die 27 Dieseltriebwagen der Reihe M2.120 wurden von der MCL bei Breda bestellt, um die Dampftraktion abzulösen. Die zwischen 1952 und 1957 gebauten Fahrzeuge mit selbsttragendem Wagenkasten wurden konzeptionell von der Reihe ALn 880 der FS abgeleitet. Zur Verstärkung wurden acht passende Beiwagen R 1001–1008 beschafft. Die Triebwagen wurden den Depots Bari, Potenza, Cosenza und Catanzaro zugeteilt. Zwischen 1966 und 1975 wurden sie von Breda und Ferrosud in Matera modernisiert, wobei die Motoren, Türen und Fenster ersetzt und dieselhydraulische Antriebe eingebaut werden. Im Laufe der Zeit wurde bei einigen Triebwagen Motor und Antrieb ausgebaut und die Fahrzeuge wurden als Beiwagen verwendet. Triebwagen M2.128 wurde 1964 bei einem Brand in Gimigliano zerstört, die restlichen Fahrzeuge verkehrten bis Ende der 1980er-Jahre. Zwei Triebwagen, nach der Aufteilung der FCL im Eigentum der Ferrovie della Calabria (FC), blieben bis 2008 dem Depot Cosenza zugeteilt.